# Championnats de France de triathlon 2009
Navigation
Édition précédente Édition suivante
Cet article présente les résultats du Championnats de France de triathlon 2009, qui a eu lieu à Belfort le 7 juin 2009.

## Résultats

### Homme
|        | Triathlète      | Temps           |
| ------ | --------------- | --------------- |
| Or     | Laurent Vidal   | 1 h 48 min 33 s |
| Argent | Tony Moulai     | 1 h 48 min 58 s |
| Bronze | Grégory Rouault |                 |

### Femme
|        | Triathlète       | Temps           |
| ------ | ---------------- | --------------- |
| Or     | Jessica Harrison | 2 h 00 min 51 s |
| Argent | Carole Péon      | 2 h 02 min 05 s |
| Bronze | Charlotte Morel  |                 |